# Piazza del Mercato (Leopoli)
Piazza del Mercato, anche nota come piazza Rynok (in ucraino Площа Ринок?, Ploshcha Rynok in ucraino romanizzato; in russo Площадь Рынок?), si trova nel centro storico di Leopoli, la parte più vecchia della città nella omonima oblast' dell'Ucraina.

## Storia

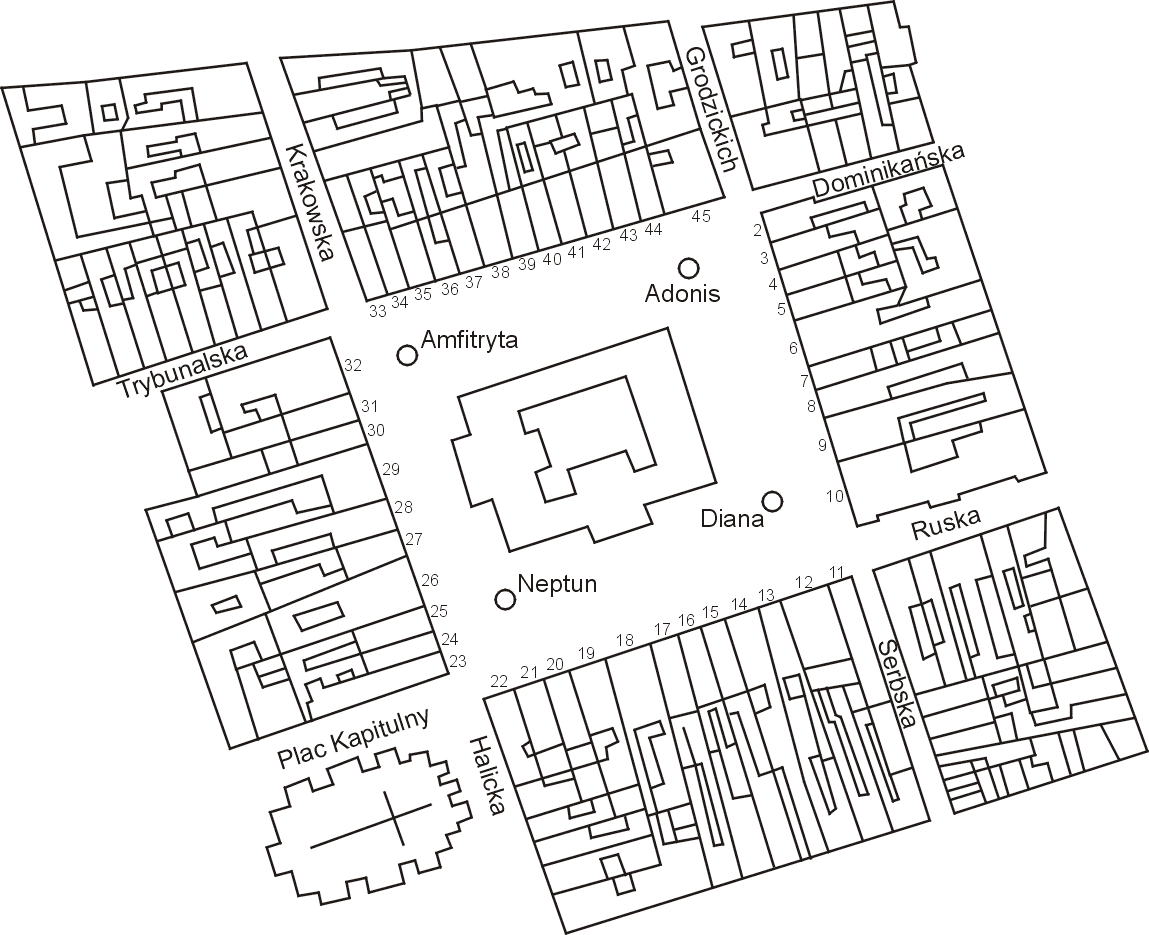
Pianta della piazza del Mercato

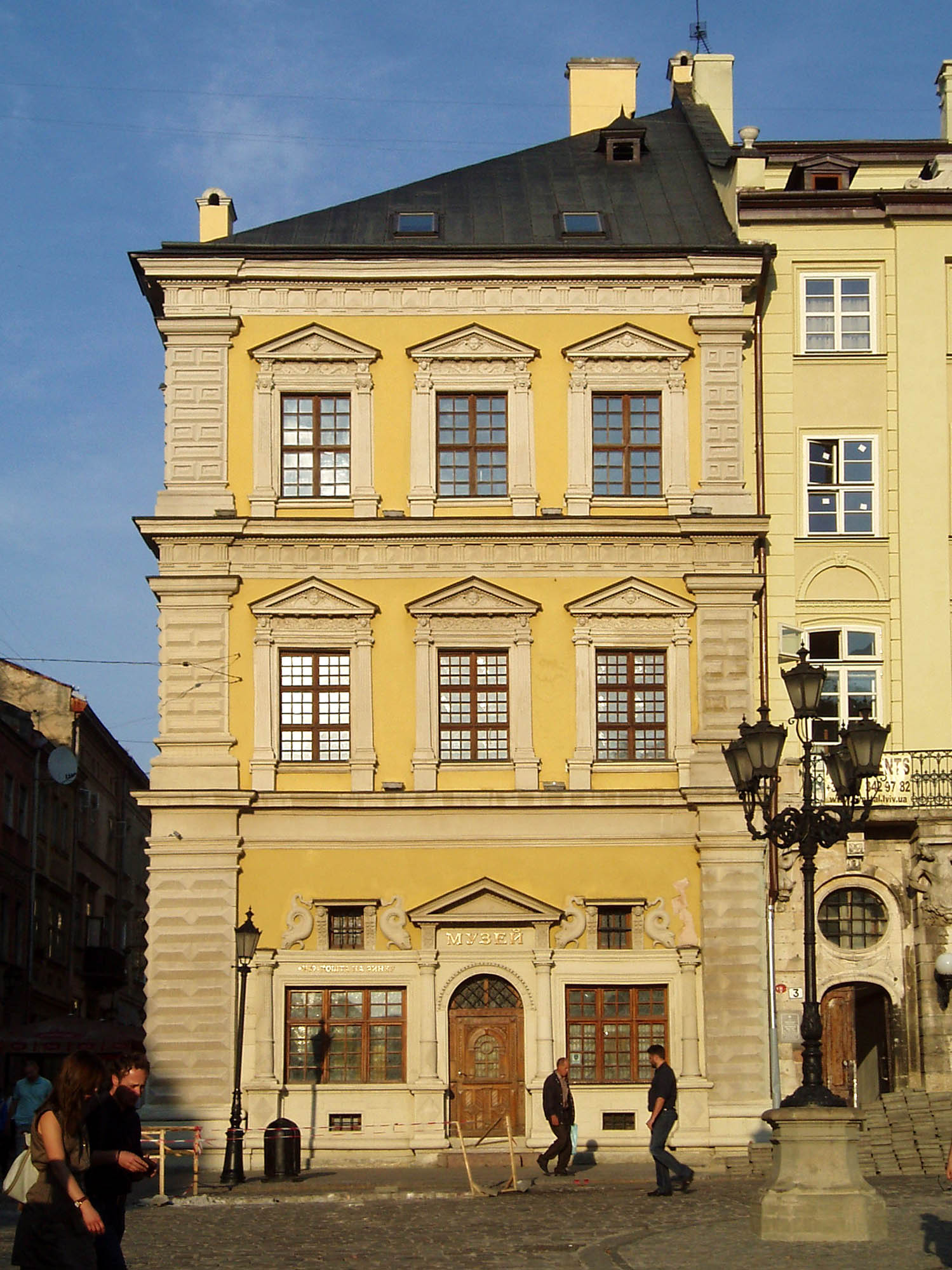
Palazzo Bandinelli

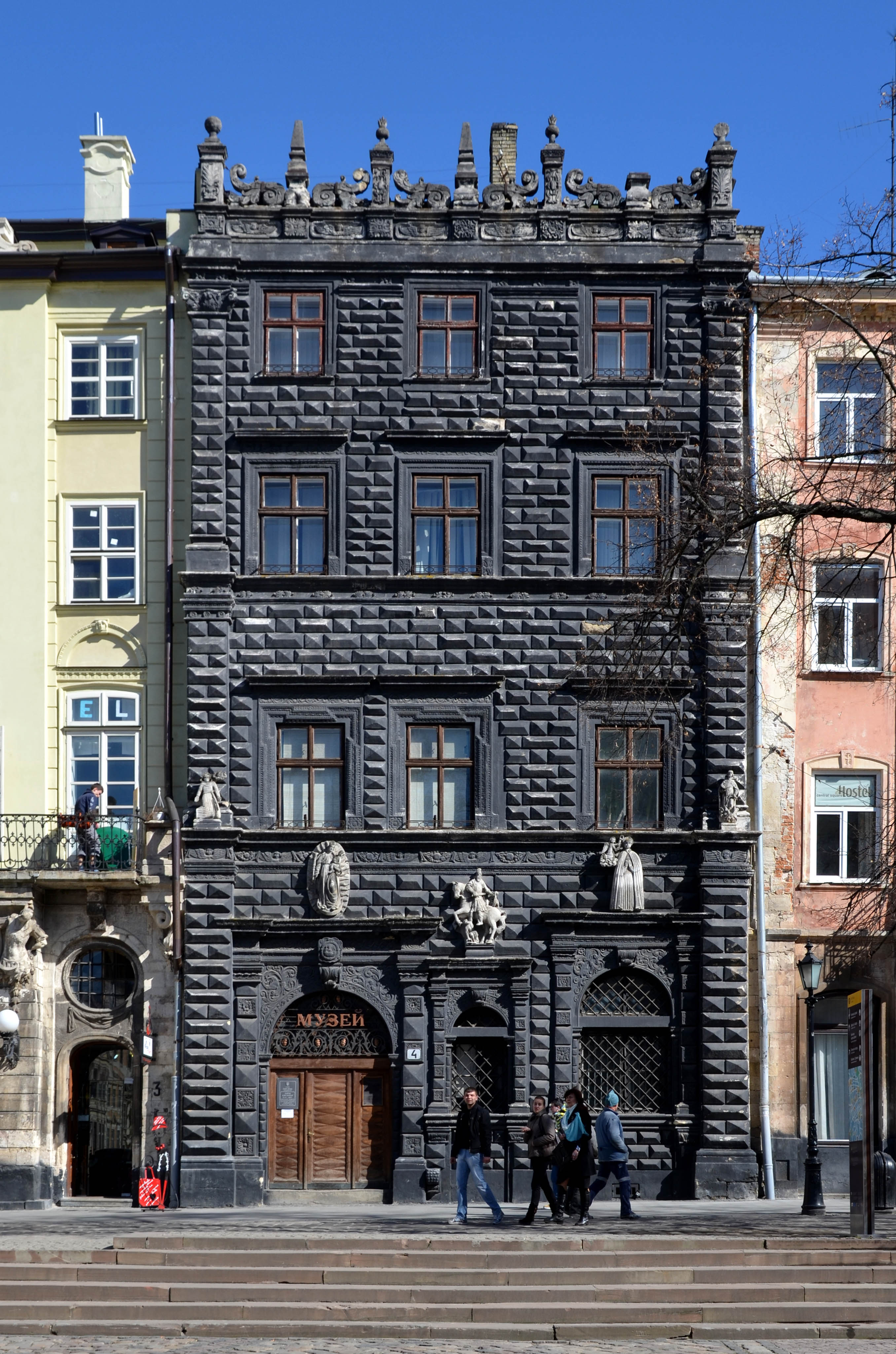
Casa Nera

Dopo la fondazione della città di Leopoli nel tardo medioevo la piazza, che risale forse al XIII secolo e sicuramente ai tempi di Casimiro III di Polonia, del secolo successivo, è divenuta il centro cittadino. Ha mantenuto nel tempo la sua antica struttura architettonica e vi sono stati edificati importanti palazzi storici. Sino al 1825 vi si affacciava anche l'antica torre del municipio che andò distrutta, con gli edifici vicini, in un incendio. La torre venne riedificata circa dieci anni più tardi. Dal 1998 è stata riconosciuta parte del patrimonio mondiale dell'UNESCO.

## Descrizione
La piazza è il centro della vita sociale della città di Leopoli. Ha pianta rettangolare con lati di circa 142 e 129 metri. La piazza è circondata da 44 palazzi che rispettano diversi stili architettonici. Nella piazza vi sono 4 fontane con statue che raffigurano figure mitologiche: Nettuno, Diana, Anfitrite e Adone.

## Monumenti e luoghi d'interesse
- Palazzo Bandinelli, tardo rinascimentale costruito nel 1589 e nel 1634 acquistato da Roberto Bandinelli, mercante di Firenze fondatore del primo ufficio postale della Galizia orientale.[3]
- Casa Nera, edificio rinascimentale costruito per l'esattore delle tasse italiano Tomaso Alberti nel 1577.[4]
- Palazzo Korniakt, costruito dall'architetto polacco Piotr Barbon per il mercante Konstanty Korniakt completato nel 1580.
- Palazzo Lubomirski, costruito nel XVIII secolo su progetto di Jan de Witte. La facciata principale del palazzo si trova sulla piazza del Mercato.
- Ex palazzo arcivescovile, ricostruito nel 1634 da Jan Pokorowicz, su iniziativa dell'arcivescovo Stanisław Grochowski.[5]
- Residenza di Korytovsky. In origine sul sito si trovavano due diversi edifici che nel 1765 divennero entrambi proprietà del comandante di Leopoli Felicjan Korytovs'kyj. Nel 1768 circa 400 condannati a morte vennero obbligati a costruire l'edificio moderno, completato nel 1770 e successivamente i condannati furono giustiziati.[2]